# Paracilicaea hamata
Paracilicaea hamata är en kräftdjursart som först beskrevs av Baker 1908.  Paracilicaea hamata ingår i släktet Paracilicaea och familjen klotkräftor.
Artens utbredningsområde är havet kring Nya Zeeland. Inga underarter finns listade i Catalogue of Life.